# Norwegian Air UK
Norwegian Air UK Ltd byl oficiální název nízkonákladové letecké společnosti, která se plně integrovala do společnosti Norwegian Air Shuttle. Založena v listopadu roku 2015, provozuje společnost Boeing 737-800 a Boeing 787-9 pravidelným provozem od letiště London Gatwick do Evropy, Asie, Severní Ameriky a Jižní Ameriky. V lednu 2021 společnost Norwegian Air Shuttle oznámila zrušení všech dálkových letů a dne 1. listopadu 2021 bylo společnosti Norwegian Air ÚK Ltd dobrovolně zrušeno osvědčení leteckého provozu (AOC). 
Sídlo společnosti se nacházelo u letiště First Point, nedaleko letiště Gatwick.

## Flotila

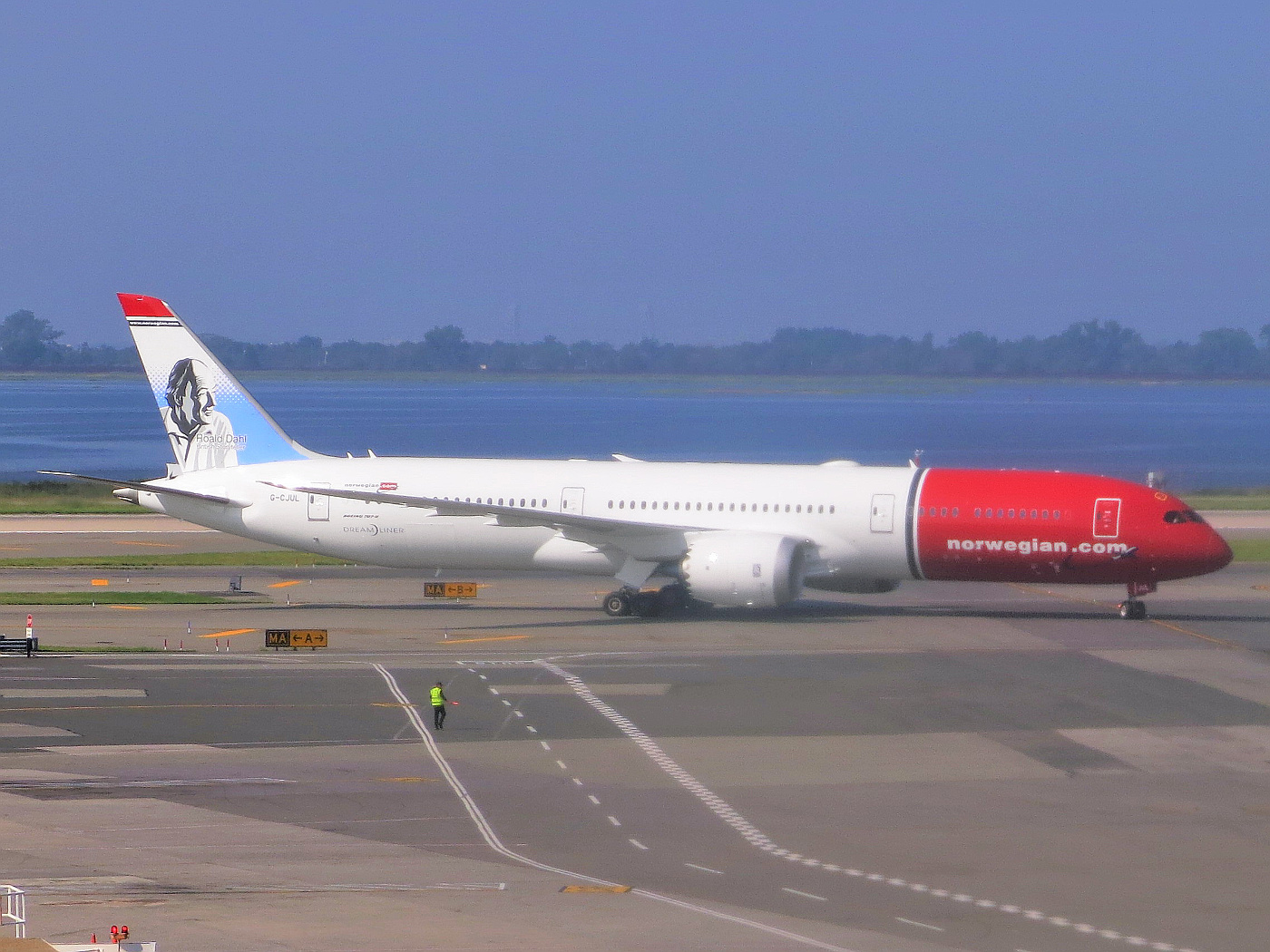
Přistávající Boeing 787 Norwegian Air UK